# Qロケット

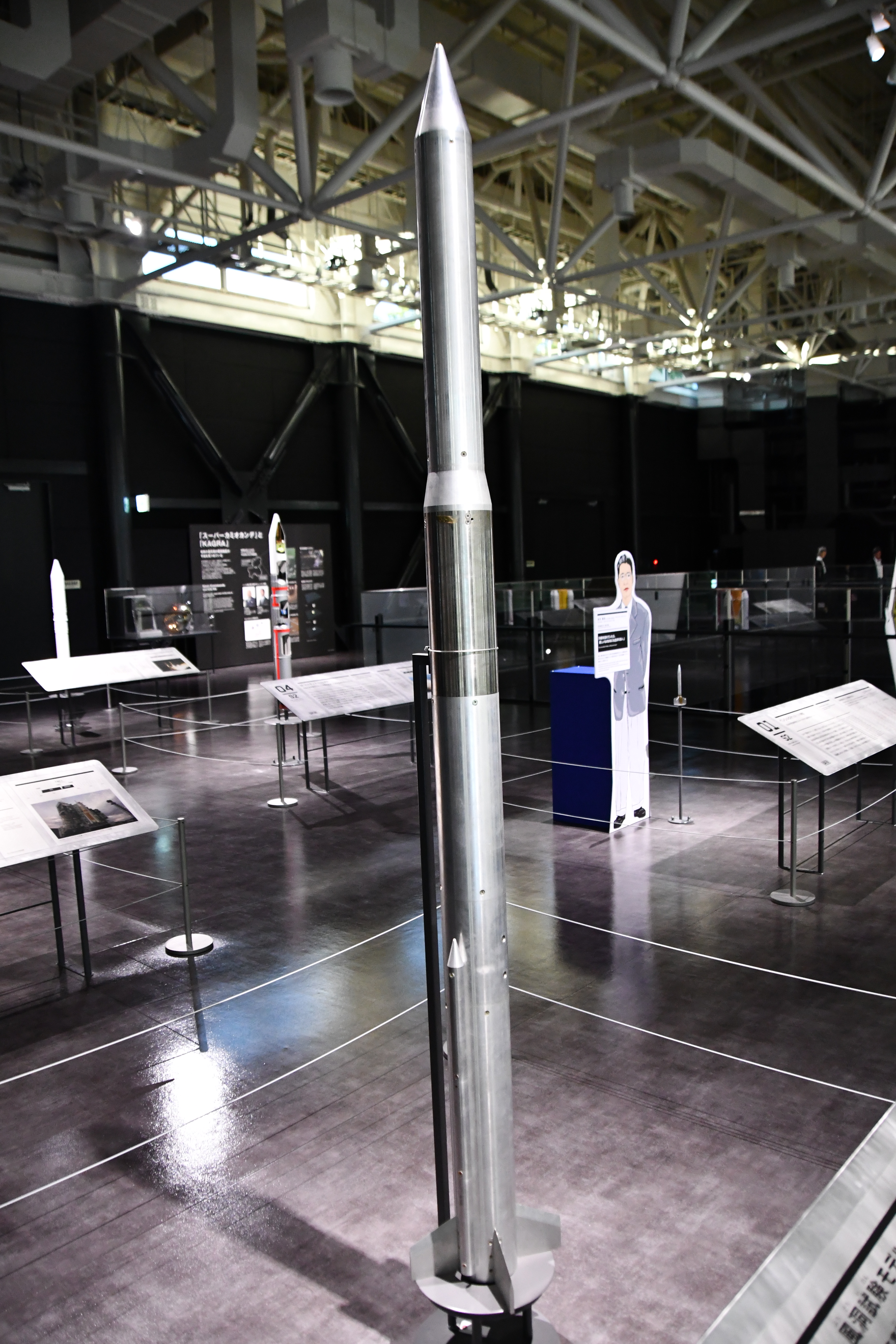
Qロケットの風洞試験モデル

Qロケットは、かつて科学技術庁宇宙開発推進本部とその後継団体である宇宙開発事業団（NASDA）が計画した衛星打ち上げ用ロケットである。
計画では1972年（昭和47年）に電離層観測衛星の打ち上げを目指していたが、より大きな衛星打ち上げ能力を求める声が高まったため、並行して開発が進められていたQロケットの発展型である4段式Nロケットの計画と共に、1970年（昭和45年）10月の宇宙開発計画の策定によって中止が決定し、それらの研究成果を引き継いで新たな3段式Nロケット計画が開始された。

## 機体
構成は第1段・第2段が固体、第3段が液体、第4段が固体の4段式ロケット。

### 諸元
- 発射時全重量：約58t
- 全長：28m
- 直径：1.62m
- 誘導方式：電波指令誘導方式

### 軌道投入能力
- 軌道傾斜角70度、高度1,000kmの円軌道にペイロード重量85kg[2]